# La Adrada
La Adrada település Spanyolországban, Ávila tartományban. La Adrada Sotillo de la Adrada, Piedralaves, Navaluenga, La Iglesuela, Fresnedilla és Higuera de las Dueñas községekkel határos. Lakosainak száma 2796 fő (2024).

## Népesség
A település népessége az utóbbi években az alábbiak szerint változott:
| Lakosok száma | 1974 | 2155 | 2385 | 2734 | 2680 | 2663 | 2619 | 2480 | 2757 | 2796 |
|               | 2001 | 2004 | 2006 | 2009 | 2011 | 2014 | 2016 | 2019 | 2021 | 2024 |